# رابطة محترفات التنس

شعار رابطة محترفات التنس

رابطة محترفات كرة المضرب أو رابطة محترفات التنس (بالإنجليزية: Women's Tennis Association) اختصارا WTA، وهي القاعدة التنظيمية لرياضة كرة المضرب للسيدات. وتقوم بتنظيم جولات الرابطة التي هي بطولات كرة المضرب للسيدات. أوجد خذخ المنظمة لخلق مستقبل أفضل لرياضة كرة المضرب للسيدات. يقع المركز الرئيسي للرابطة في مدينة سانت بيترسبرغ، كما يقع المركز الأوروبي لها في مدينة لندن، والقسم الآسيوي- ساحل المحيط الهادئ في مدينة بكين.
أطلقت بيلي جين كينغ الرابطة في يوليو 1973، وتعود بأصولها لافتتاحية بطولة فيرجينيا سليمز التي نظمتها غلاديس هيلدمان، برعاية جو كولمان، الرئيس التنفيذي لشركة فيليب موريس، وعقدت في 23 سبتمبر 1970 في مضرب هيوستن النادي في هيوستن، تكساس. فازت روزي كاسالس بهذا الحدث الأول. قامت الرابطة بوضع ترتيب للاعبات كرة المضرب عام 1975.
عندما تأسست الرابطة للمرة الأولى كانت كينغ واحدة من تسعة لاعبين تتألف منهم الرابطة، لذلك يشار إليها بالاسم الأصلي التاسع وهم جولي هيلدمان وفاليري زيجينفوس وجوني دالتون وكريستي بيجيون وبيتشس بارتكوفج وكيلي ريد ونانسي ريتشي وروزي كاسالس. يضم التصنيف اليوم أكثر من 2500 لاعبة من حوالي 100 دولة مختلفة حول العالم يتنافسن على جوائز بقيمة حوالي 146 مليون دولار أمريكي.

## نبذة تاريخية
في زمن بطولة الفترة المفتوحة في كرة المضرب، حيث كان يُسمح لمحترفي التنس بالتنافس مع الهواة، والتي بدأت عام 1968. كانت بيلي جين كينغ من محترفات التنس اللواتي فزن بألقات متعدة واستضيفت في العديد من وسائل الإعلام. كان البطولة الأولى المفتوحة عندها هي البطولة البريطانية على الملاعب المفتوحة في بورنموث، ولاحقاً في ذات العام في بطولة ويمبلدون المفتوحة الأولى، كان فارق الجائزة بنسبة 2,5: 1 لصالح الرجال. فازت كينغ باللقب للسيدات بقيمة 750 جنيه إسترليني، بينما فاز رود لافير باللقب وجائزة مالية بقيمة 2000 جنيه إسترليني. وبلغ مجموع الجوائز لكلتا المسابقتين 14,800 جنيه إسترليني للرجال و5,680 جنيه إسترليني للسيدات. وكان هناك قلق عام فلم يكن محدداً عدد البطولات المفتوحة الممكن إقامتها حول العالم في عام واحد. ولكن البطولات التي لم تقدم جوائز مالية للحاصلين على اللقب توقفت ولم تستمر في السنوات التلية، بما في ذلك بطولة دائرة محكمة العشب الشرقي الأمريكية مع التوقف في نادي ميريون للكريكت ونادي مقاطعة إسيكس.
كان هناك دائرتي كرة مضرب للسيدات بدأت مع العصر المفتوح هي بطولة كرة المضرب العالمية (WCT) والتي كانت للرجال فقط، والبطولة الثانية هي الدوري المحلي لكرة المضرب (NTL)، فانضمت آن هايدون جونز وروزي كاسالس، وفرانسواس دور وبيلي جين كينغ للبطولة المحلية، حيث دفع لكينغ مبلغ 40 ألف دولار أمريكي في العام، ولجونز 25 ألف دولار وكاسالس ودور دُفع لهم 20 ألف دولار لكل واحدة. لعبت المجموعة بطولات مثل بطولة الولايات المتحدة المفتوحة وبطولة ويمبلدون. ولكن المجموعة نظمت أيضا بطولات خاصة بهم، ولعب في جنوب فرنسا لمدة شهرين. ثم فرض الاتحاد الدولي للتنس ITF عدة عقوبات على المجموعة: فلم يكن مسموحاً للنساء باللعب في كأس ليتمان في عامي 1968 و1969، ورفض الاتحاد الدولي للتنس (USLTA) إدراج كاسكال وكينغ في مراتبهن لتلك السنوات.
بحلول سبعينيات القرن العشرين، زاد الفارق في الأجور بين الرجال والسيدات، وقالت كينج:
في عام 1969، كانت النسب في الأجور هي 5: 1 بين الرجال والسيدات هي النسب الشائعة في البطولات الأصغر، فيما تضاعف الفارق ليصل إلى 12:1 في عام 1970.
كتبت بيلي جين كينج وسينثيا ستار في كتابهما (لقد قطعنا طريق طويل) الذي نُشر عام 1988:
جاءت الفارق الأكبر لعدم التكافؤ في الأجور بين النساء قبل بطولة الولايات المتحدة المفتوحة عام 1970. والتي كانت بطولات جنوب غرب المحيط الهادئ التي أدارها جاك كرامر قد أعلنت عن فرق في نسبة الجوائز 12: 1 لصالح الرجال. مما أثار استياء اللاعبات التسعة الأوائل للرياضة آنذاك واللاتي اتخذن موقفاً لتحقيق المساواة وأصبحت هذه البطولة تعرف ببطولة الأصليات 9. اللاتي لم يلعبن في بطولة لوس أنجلوس وبدلاً من ذلك أرادوا إنشاء بطولة كرة مضرب خاصة بهم.
اتصلت العديد من اللاعبات بغلاديس هيلدمان، محررة مجلة كرة المضرب العالمية، وصرحت بأنهن يرغبن في مقاطعة الحدث (بطولة لوس أنجلوس). على الرغم من أن هيلدمان نصحتهم بعدم القيام بذلك، إلا أنها ساعدتهم في تنظيم بطولتهم الخاصة في هيوستن والتي لن تقام إلا بعد بطولة الولايات المتحدة المفتوحة. تم تشكيل دعوة هيوستن النسائية لعام 1970 لتسع لاعبات. كانت هيلدمان صديقةً لجوزيف كولمان، الرئيس التنفيذي ورئيس مجلس إدارة فيليب موريس الذي رعى البطولة الجديدة. ونجحت البطولة ووجدت النساء موطئ قدم لهن، لذلك:
بدأ الاتحاد الدولي للتنس في الحديقة بالتوقف عن إدارة عدة بطولات للسيدات، على سبيل المثال، قام الاتحاد برعاية 15 بطولة للرجال، جميعها كان قد تعهدها سابقاً وكانت مشتركة بين الرجال والسيدات، فيما اقتصرها على الرجال فقط. عندها قامت دائرة فيرجينيا سليمز - والتي سترعى لاحقاً قسم البطولات الكبرى النسائي من الاتحاد الدولي لكرة المضرب - برعاية جولة سيدات كرة المضرب للمحترفات. أطلقت الدائرة عندها 19 بطولة، والتي أُقيمت جميعها في الولايات المتحدة الأمريكية (واحدة في بورتريكو) وكانت تقدر الجوائز المالية كافةً 309,100 دولار أمريكي.
منحت بطولة الولايات المتحدة المفتوحة للتنس عام 1973 نفس الجائزة المالية للسيدات مثل الرجال، ولكن لم تتبعها البطولات الكبرى الآخرى حتى عام 2001 في بطولة أستراليا المفتوحة، ثمَّ بطولة فرنسا المفتوحة عام 2006 وبطولة ويمبلدون عام 2007.
ازدهر الزخم الذي بدأ في السبعينيات في الثمانينيات. من خلال ترسيخ عقود البث التلفزيوني للبطولات، سمح للتنس بالدخول إلى منازل الجميع. لم تكن بحاجة إلى تذكرة لمشاهدة مشهد اللاعبين الذين يمثلون البلدان في جميع أنحاء العالم. أصبحت الرياضة أكثر شعبية بشكل متزايد مع انتشار التغطية «قامت الثمانينيات بتنشيط قاعدة الشعبية، حيث أخرجت التنس من الملاعب المغلقة وانتقلت لتنتشر في الحدائق العامة والساحات. لقد أصبحت رياضة، على عكس التسلية اللطيفة.»

## جولة اتحاد لاعبات التنس المحترفات

شعار اتحاد لاعبات التنس المحترفات 2010-2020

تأسس اتحاد لاعبات التنس المحترفات في اجتماع نظمته بيلي جين كينغ، قبل أسبوع من بدء بطولة ويمبلدون لعام 1973. عقد هذا الاجتماع في فندق جلوستر في لندن. في عام 1975، زاد اتحاد لاعبات التنس المحترفات من قاعدته المالية عبر توقيع عقد بث تلفزيوني مع شبكة سي بي إس، وهو الأول في تاريخ اتحاد لاعبات التنس المحترفات. تلاه تطورات مالية أخرى. في عام 1976 تولت شركة كولجيت بالموليف رعاية الجولة من أبريل إلى نوفمبر، فيما حلَت منتجات أفون محل فيرجينيا سليمز عام 1979 كراعٍ للدورة الشتوية، وفي عامها الأول قدمت أكبر جائزة مالية لبطولة واحدة بقيمة 100,000 دولار، وهي الأكبر في تاريخ بطولات محترفات كرة المضرب. تضمنت سلسلة كولجيت، التي أعيدت تسميتها إلى سلسلة تويوتا في عام 1981، بطولات في جميع أنحاء العالم، بينما أقيمت الأحداث التي ترعاها شركة أفون في الولايات المتحدة فقط. اندمجت الجولتان بداية من موسم 1983 للاعبات كرة المضرب، عندما عادت فيرجينيا سليمز لتأخذ حقوق الرعاية الكاملة لجولة اتحاد لاعبات التنس المحترفات. أصبحت كل بطولة تحت إدارة اتحاد لاعبات التنس المحترفات جزءًا من سلسلة بطولات فيرجينيا سليمز العالمية.

## طريقة التصنيف
تستند تصنيفات اتحاد لاعبات التنس المحترفات إلى نظام تراكمي متجدد لمدة 52 أسبوعًا. يحدد ترتيب اللاعبة من خلال نتائجها بحد أقصى 16 دورة للفردي و11 بطولة للزوجي، وتمنح النقاط بناءً على مدى تقدم اللاعبة في البطولة. أساس حساب ترتيب اللاعبة هو تلك البطولات التي تحقق أعلى نقاط الترتيب خلال فترة الـ 52 أسبوعًا المتداول. يجب أن تشمل الفترة:
- البطولات الأربع الكبرى
- أربع بطولات إلزامية لرابطة محترفات التنس 1000
- أفضل نتيجتين من بين البطولات لرابطة محترفات التنس غير الإلزامية 1000
- أفضل ست نتائج من بطولة كأس النخبة وبطولة محترفات التنس 1000، و500، و250، و100 نقطة وبطولة الاتحاد الدولي للتنس و15 مباراة فردية.
- نهائيات اتحاد لاعبات التنس المحترفات باعتبارها بطولة إضافية إذا حضر اللاعب

تتمتع جميع لاعبات اتحاد لاعبات التنس المحترفات أيضًا بتصنيف عالمي للتنس، بناءً على النتائج المباشرة، فيما يلي توزيع النقاط لبطولات 2021:
- الاختصارات: ف: فردي، ز: زوجي، م: مؤهلة تلقائياً

| التصنيف                                                    | فوز   | النهائي | نصف النهائي | ربع النهائي                                             | الدور 16                                                | الدور 32                                                | الدور 64                                                | الدور 128                                               | مؤهل                                                    | التأهيلي 3                                              | التأهيلي 2                                              | التأهيلي 1                                              |
| بطولة كبرى (ف)                                             | 2000  | 1300    | 780         | 430                                                     | 240                                                     | 130                                                     | 70                                                      | 10                                                      | 40                                                      | 30                                                      | 20                                                      | 2                                                       |
| بطولة كبرى (ز)                                             | 2000  | 1300    | 780         | 430                                                     | 240                                                     | 130                                                     | 10                                                      | –                                                       | –                                                       | –                                                       | –                                                       | –                                                       |
| نهائي رابطة محترفات التنس (ف)                              | 1500* | 1080*   | 750*        | (+ 125 لكل جولة مباراة روبن ؛ + 125 لكل جولة فوز روبن ) | (+ 125 لكل جولة مباراة روبن ؛ + 125 لكل جولة فوز روبن ) | (+ 125 لكل جولة مباراة روبن ؛ + 125 لكل جولة فوز روبن ) | (+ 125 لكل جولة مباراة روبن ؛ + 125 لكل جولة فوز روبن ) | (+ 125 لكل جولة مباراة روبن ؛ + 125 لكل جولة فوز روبن ) | (+ 125 لكل جولة مباراة روبن ؛ + 125 لكل جولة فوز روبن ) | (+ 125 لكل جولة مباراة روبن ؛ + 125 لكل جولة فوز روبن ) | (+ 125 لكل جولة مباراة روبن ؛ + 125 لكل جولة فوز روبن ) | (+ 125 لكل جولة مباراة روبن ؛ + 125 لكل جولة فوز روبن ) |
| نهائي رابطة محترفات التنس (ز)                              | 1500  | 1080    | 750         | 375                                                     | –                                                       | –                                                       | –                                                       | –                                                       | –                                                       | –                                                       | –                                                       | –                                                       |
| بطولة إلزامية لرابطة محترفات التنس 1000 (96 ف)             | 1000  | 650     | 390         | 215                                                     | 120                                                     | 65                                                      | 35                                                      | 10                                                      | 30                                                      | –                                                       | 20                                                      | 2                                                       |
| بطولات إلزامية لرابطة محترفات التنس 1000 (64/60 ف)         | 1000  | 650     | 390         | 215                                                     | 120                                                     | 65                                                      | 10                                                      | –                                                       | 30                                                      | –                                                       | 20                                                      | 2                                                       |
| بطولات إلزامية لرابطة محترفات التنس 1000 (28/32 ز)         | 1000  | 650     | 390         | 215                                                     | 120                                                     | 10                                                      | –                                                       | –                                                       | –                                                       | –                                                       | –                                                       | –                                                       |
| بطولات غير إلزامية لرابطة محترفات التنس 1000 (56 ف, 64 م)  | 900   | 585     | 350         | 190                                                     | 105                                                     | 60                                                      | 1                                                       | –                                                       | 30                                                      | 22                                                      | 15                                                      | 1                                                       |
| بطولات غير إلزامية لرابطة محترفات التنس 1000 (56ف, 48/32م) | 900   | 585     | 350         | 190                                                     | 105                                                     | 60                                                      | 1                                                       | –                                                       | 30                                                      | –                                                       | 20                                                      | 1                                                       |
| بطولات غير إلزامية لرابطة محترفات التنس 1000 (28 ز)        | 900   | 585     | 350         | 190                                                     | 105                                                     | 1                                                       | –                                                       | –                                                       | –                                                       | –                                                       | –                                                       | –                                                       |
| بطولات غير إلزامية لرابطة محترفات التنس 1000 (16 ز)        | 900   | 585     | 350         | 190                                                     | 1                                                       | –                                                       | –                                                       | –                                                       | –                                                       | –                                                       | –                                                       | –                                                       |
| بطولة النخبة (ف)                                           | 700*  | 440*    | 240*        | (+ 40 لكل جولة مباراة روبن ؛ + 80 لكل جولة فوز روبن)    | (+ 40 لكل جولة مباراة روبن ؛ + 80 لكل جولة فوز روبن)    | (+ 40 لكل جولة مباراة روبن ؛ + 80 لكل جولة فوز روبن)    | (+ 40 لكل جولة مباراة روبن ؛ + 80 لكل جولة فوز روبن)    | (+ 40 لكل جولة مباراة روبن ؛ + 80 لكل جولة فوز روبن)    | (+ 40 لكل جولة مباراة روبن ؛ + 80 لكل جولة فوز روبن)    | (+ 40 لكل جولة مباراة روبن ؛ + 80 لكل جولة فوز روبن)    | (+ 40 لكل جولة مباراة روبن ؛ + 80 لكل جولة فوز روبن)    | (+ 40 لكل جولة مباراة روبن ؛ + 80 لكل جولة فوز روبن)    |
| بطولة محترفات التنس 500 (64/56/48ف)                        | 470   | 305     | 185         | 100                                                     | 55                                                      | 30                                                      | 1                                                       | –                                                       | 25                                                      | –                                                       | 13                                                      | 1                                                       |
| بطولة محترفات التنس 500 (56ف, 16م)                         | 470   | 305     | 185         | 100                                                     | 55                                                      | 30                                                      | 1                                                       | –                                                       | 20                                                      | –                                                       | –                                                       | 1                                                       |
| بطولة محترفات التنس 500 (32/30/28ف, 48/32م)                | 470   | 305     | 185         | 100                                                     | 55                                                      | 1                                                       | –                                                       | –                                                       | 25                                                      | 18                                                      | 13                                                      | 1                                                       |
| بطولة محترفات التنس 500 (32/30/28ف, 24/16م)                | 470   | 305     | 185         | 100                                                     | 55                                                      | 1                                                       | –                                                       | –                                                       | 25                                                      | –                                                       | 13                                                      | 1                                                       |
| بطولة محترفات التنس 500 (28ز)                              | 470   | 305     | 185         | 100                                                     | 55                                                      | 1                                                       | –                                                       | –                                                       | –                                                       | –                                                       | –                                                       | –                                                       |
| بطولة محترفات التنس 500 (16ز)                              | 470   | 305     | 185         | 100                                                     | 1                                                       | –                                                       | –                                                       | –                                                       | –                                                       | –                                                       | –                                                       | –                                                       |
| بطولة محترفات التنس 250 (56ف, 16م)                         | 280   | 180     | 110         | 60                                                      | 30                                                      | 16                                                      | 1                                                       | –                                                       | 12                                                      | –                                                       | –                                                       | 1                                                       |
| بطولة محترفات التنس 250 (32ف, 48/32م)                      | 280   | 180     | 110         | 60                                                      | 30                                                      | 1                                                       | –                                                       | –                                                       | 18                                                      | 14                                                      | 10                                                      | 1                                                       |
| بطولة محترفات التنس 250 (32ف, 24/16م)                      | 280   | 180     | 110         | 60                                                      | 30                                                      | 1                                                       | –                                                       | –                                                       | 18                                                      | –                                                       | 12                                                      | 1                                                       |
| بطولة محترفات التنس 250 (32ف, 8م)                          | 280   | 180     | 110         | 60                                                      | 30                                                      | 1                                                       | –                                                       | –                                                       | 18                                                      | –                                                       | –                                                       | 1                                                       |
| بطولة محترفات التنس 250 (28ز)                              | 280   | 180     | 110         | 60                                                      | 30                                                      | 1                                                       | –                                                       | –                                                       | –                                                       | –                                                       | –                                                       | –                                                       |
| بطولة محترفات التنس 250 (16ز)                              | 280   | 180     | 110         | 60                                                      | 1                                                       | –                                                       | –                                                       | –                                                       | –                                                       | –                                                       | –                                                       | –                                                       |
| بطولة محترفات التنس 125 (48ف, 4م)                          | 160   | 95      | 57          | 29                                                      | 15                                                      | 8                                                       | 1                                                       | –                                                       | 4                                                       | –                                                       | –                                                       | 1                                                       |
| بطولة محترفات التنس 125 (32ف, 16م)                         | 160   | 95      | 57          | 29                                                      | 15                                                      | 1                                                       | –                                                       | –                                                       | 6                                                       | –                                                       | 4                                                       | 1                                                       |
| بطولة محترفات التنس 125 (32ف, 8م)                          | 160   | 95      | 57          | 29                                                      | 1                                                       | –                                                       | –                                                       | –                                                       | 6                                                       | –                                                       | –                                                       | 1                                                       |
| بطولة محترفات التنس 125 (16ز)                              | 160   | 95      | 57          | 29                                                      | 1                                                       | –                                                       | –                                                       | –                                                       | –                                                       | –                                                       | –                                                       | –                                                       |
| بطولة محترفات التنس 125 (8ز)                               | 160   | 95      | 57          | 1                                                       | –                                                       | –                                                       | –                                                       | –                                                       | –                                                       | –                                                       | –                                                       | –                                                       |
| بطولة الاتحاد الدولي للتنس $100,000 + الضيافة مقدمة(32ف)   | 150   | 90      | 55          | 28                                                      | 14                                                      | 1                                                       | –                                                       | –                                                       | 6                                                       | –                                                       | 4                                                       | –                                                       |
| بطولة الاتحاد الدولي للتنس $100,000 + الضيافة مقدمة(16ز)   | 150   | 90      | 55          | 28                                                      | 1                                                       | –                                                       | –                                                       | –                                                       | –                                                       | –                                                       | –                                                       | –                                                       |
| بطولة الاتحاد الدولي للتنس $100,000 (32ف)                  | 140   | 85      | 50          | 25                                                      | 13                                                      | 1                                                       | –                                                       | –                                                       | 6                                                       | –                                                       | 4                                                       | –                                                       |
| بطولة الاتحاد الدولي للتنس $100,000 (16ز)                  | 140   | 85      | 50          | 25                                                      | 1                                                       | –                                                       | –                                                       | –                                                       | –                                                       | –                                                       | –                                                       | –                                                       |
| بطولة الاتحاد الدولي للتنس $80,000 + الضيافة مقدمة(32ف)    | 130   | 80      | 48          | 24                                                      | 12                                                      | 1                                                       | –                                                       | –                                                       | 5                                                       | –                                                       | 3                                                       | –                                                       |
| بطولة الاتحاد الدولي للتنس $80,000 + الضيافة مقدمة(16ز)    | 130   | 80      | 48          | 24                                                      | 1                                                       | –                                                       | –                                                       | –                                                       | –                                                       | –                                                       | –                                                       | –                                                       |
| بطولة الاتحاد الدولي للتنس $80,000 (32ف)                   | 115   | 70      | 42          | 21                                                      | 10                                                      | 1                                                       | –                                                       | –                                                       | 5                                                       | –                                                       | 3                                                       | –                                                       |
| بطولة الاتحاد الدولي للتنس $80,000 (16ز)                   | 115   | 70      | 42          | 21                                                      | 1                                                       | –                                                       | –                                                       | –                                                       | –                                                       | –                                                       | –                                                       | –                                                       |
| بطولة الاتحاد الدولي للتنس $60,000 + الضيافة مقدمة(32ف)    | 100   | 60      | 36          | 18                                                      | 9                                                       | 1                                                       | –                                                       | –                                                       | 5                                                       | –                                                       | 3                                                       | –                                                       |
| بطولة الاتحاد الدولي للتنس $60,000 + الضيافة مقدمة(16ز)    | 100   | 60      | 36          | 18                                                      | 1                                                       | –                                                       | –                                                       | –                                                       | –                                                       | –                                                       | –                                                       | –                                                       |
| بطولة الاتحاد الدولي للتنس $60,000 (32ف)                   | 80    | 48      | 29          | 15                                                      | 8                                                       | 1                                                       | –                                                       | –                                                       | 5                                                       | –                                                       | 3                                                       | –                                                       |
| بطولة الاتحاد الدولي للتنس $60,000 (16ز)                   | 80    | 48      | 29          | 15                                                      | 1                                                       | –                                                       | –                                                       | –                                                       | –                                                       | –                                                       | –                                                       | –                                                       |
| بطولة الاتحاد الدولي للتنس $25,000 + الضيافة مقدمة(32ف)    | 60    | 36      | 22          | 11                                                      | 6                                                       | 1                                                       | –                                                       | –                                                       | 2                                                       | –                                                       | –                                                       | –                                                       |
| بطولة الاتحاد الدولي للتنس $25,000 + الضيافة مقدمة(16ز)    | 60    | 36      | 22          | 11                                                      | 1                                                       | –                                                       | –                                                       | –                                                       | –                                                       | –                                                       | –                                                       | –                                                       |
| بطولة الاتحاد الدولي للتنس $25,000 (32ف)                   | 50    | 30      | 18          | 9                                                       | 5                                                       | –                                                       | –                                                       | –                                                       | 1                                                       | –                                                       | –                                                       | –                                                       |
| بطولة الاتحاد الدولي للتنس $25,000 (16ز)                   | 50    | 30      | 18          | 9                                                       | 1                                                       | –                                                       | –                                                       | –                                                       | –                                                       | –                                                       | –                                                       | –                                                       |
| بطولة الاتحاد الدولي للتنس $15,000 (32ف)                   | 10    | 6       | 4           | 2                                                       | 1                                                       | –                                                       | –                                                       | –                                                       | –                                                       | –                                                       | –                                                       | –                                                       |
| بطولة الاتحاد الدولي للتنس $10,000 (16ز)                   | 10    | 6       | 4           | 1                                                       | –                                                       | –                                                       | –                                                       | –                                                       | –                                                       | –                                                       | –                                                       | –                                                       |

## تصنيف البطولات
1. البطولات الكبرى وعددها (4)
2. نهائيات بطولات رابطة محترفات التنس
3. بطولات رابطة محترفات التنس الممتازة وعددها (21)
4. البطولات الدولية لرابطة محترفات التنس وعددها (31)
5. سلسلة بطولات رابطة محترفات التنس فئة 125 وعددها (7)

## الترتيب الحالي لرابطة محترفات كرة المضرب
| اعتبارًا من 15 نوفمبر 2021 (الترتيب الرسمي لنهاية السنة لعام 2021) | اعتبارًا من 15 نوفمبر 2021 (الترتيب الرسمي لنهاية السنة لعام 2021) | اعتبارًا من 15 نوفمبر 2021 (الترتيب الرسمي لنهاية السنة لعام 2021) | اعتبارًا من 15 نوفمبر 2021 (الترتيب الرسمي لنهاية السنة لعام 2021) |
| الترتيب                                                           | اللاعبة                                                           | النقاط                                                            | الانتقال                                                          |
| ----------------------------------------------------------------- | ----------------------------------------------------------------- | ----------------------------------------------------------------- | ----------------------------------------------------------------- |
| 1                                                                 | أشلي بارتي (AUS)                                                  | 7,582                                                             |                                                                   |
| 2                                                                 | أرينا سابالينكا (BLR)                                             | 6,380                                                             |                                                                   |
| 3                                                                 | غاربيني موغوروزا (ESP)                                            | 5,685                                                             | ▲ 2                                                               |
| 4                                                                 | كارولينا بلسكوفا (CZE)                                            | 5,135                                                             |                                                                   |
| 5                                                                 | باربورا كرجتشيكوفا (CZE)                                          | 5,008                                                             | ▼ 2                                                               |
| 6                                                                 | ماريا سكاري (GRE)                                                 | 4,385                                                             |                                                                   |
| 7                                                                 | أنيت كونتافيت (EST)                                               | 4,351                                                             | ▲ 1                                                               |
| 8                                                                 | بولا بادوسا (ESP)                                                 | 3,849                                                             | ▲ 2                                                               |
| 9                                                                 | إيغا شفيونتيك (POL)                                               | 3,786                                                             |                                                                   |
| 10                                                                | أنس جابر (TUN)                                                    | 3,455                                                             | ▼ 3                                                               |
| 11                                                                | أنستازيا بافليوتشينكوفا (RUS)                                     | 3,076                                                             |                                                                   |
| 12                                                                | صوفيا كينين (USA)                                                 | 2,971                                                             |                                                                   |
| 13                                                                | نعومي أوساكا (JPN)                                                | 2,956                                                             |                                                                   |
| 14                                                                | إيلينا ريباكينا (KAZ)                                             | 2,855                                                             |                                                                   |
| 15                                                                | يلينا سفيتولينا (UKR)                                             | 2,726                                                             |                                                                   |
| 16                                                                | أنجليك كيربر (GER)                                                | 2,671                                                             | ▲ 1                                                               |
| 17                                                                | بيترا كفيتوفا (CZE)                                               | 2,660                                                             | ▲ 1                                                               |
| 18                                                                | جيسيكا بيجلا (USA)                                                | 2,650                                                             | ▲ 1                                                               |
| 19                                                                | إيما رادوكانو (GBR)                                               | 2,627                                                             | ▲ 1                                                               |
| 20                                                                | سيمونا هاليب (ROU)                                                | 2,576                                                             | ▲ 2                                                               |

| تصنيف رابطة التنس (فردي، الزوجي) اعتبارًا من 15 نوفمبر 2021 (الترتيب الرسمي لنهاية السنة لعام 2021) | تصنيف رابطة التنس (فردي، الزوجي) اعتبارًا من 15 نوفمبر 2021 (الترتيب الرسمي لنهاية السنة لعام 2021) | تصنيف رابطة التنس (فردي، الزوجي) اعتبارًا من 15 نوفمبر 2021 (الترتيب الرسمي لنهاية السنة لعام 2021) | تصنيف رابطة التنس (فردي، الزوجي) اعتبارًا من 15 نوفمبر 2021 (الترتيب الرسمي لنهاية السنة لعام 2021) |
| التصنيف                                                                                            | اللاعب                                                                                             | النقاط                                                                                             | الانتقال                                                                                           |
| -------------------------------------------------------------------------------------------------- | -------------------------------------------------------------------------------------------------- | -------------------------------------------------------------------------------------------------- | -------------------------------------------------------------------------------------------------- |
| 1                                                                                                  | كاترينا سينياكوفا (CZE)                                                                            | 8,365                                                                                              | ▲ 1                                                                                                |
| 2                                                                                                  | باربورا كرجتشيكوفا (CZE)                                                                           | 8,200                                                                                              | ▲ 1                                                                                                |
| 3                                                                                                  | هيش سو وي (TPE)                                                                                    | 7,985                                                                                              | ▼ 2                                                                                                |
| 4                                                                                                  | اليسي ميرتنز (BEL)                                                                                 | 7,495                                                                                              | |
| 5                                                                                                  | شاكو أوياما (JPN)                                                                                  | 5,735                                                                                              | ▲ 1                                                                                                |
| 5                                                                                                  | إنا شيباهارا (JPN)                                                                                 | 5,735                                                                                              | ▲ 1                                                                                                |
| 7                                                                                                  | غابرييلا دابروفسكي (CAN)                                                                           | 5,355                                                                                              | ▼ 2                                                                                                |
| 8                                                                                                  | شواي تشانغ (CHN)                                                                                   | 4,990                                                                                              | |
| 9                                                                                                  | داريا جوراك (CRO)                                                                                  | 4,855                                                                                              | ▲ 1                                                                                                |
| 10                                                                                                 | لويزا ستيفاني (BRA)                                                                                | 4,525                                                                                              | ▼ 1                                                                                                |
| 11                                                                                                 | ديمي شورس (NED)                                                                                    | 4,410                                                                                              | ▲ 1                                                                                                |
| 12                                                                                                 | نيكول ميليتشار (USA)                                                                               | 4,230                                                                                              | ▲ 1                                                                                                |
| 13                                                                                                 | أليكسا غياراشي (CHL)                                                                               | 4,090                                                                                              | ▲ 1                                                                                                |
| 14                                                                                                 | فيرونيكا كوديرميتوفا (RUS)                                                                         | 4,090                                                                                              | ▼ 3                                                                                                |
| 15                                                                                                 | بيثيان ماتيك ساندز (USA)                                                                           | 3,570                                                                                              | |
| 16                                                                                                 | سامانثا ستوسور (AUS)                                                                               | 3,541                                                                                              | ▲ 8                                                                                                |
| 17                                                                                                 | ديزايري كرافزيك (USA)                                                                              | 3,535                                                                                              | ▲ 4                                                                                                |
| 18                                                                                                 | جوليانا أوموس (MEX)                                                                                | 3,400                                                                                              | ▲ 5                                                                                                |
| 19                                                                                                 | أندريا كليباك (SLO)                                                                                | 3,390                                                                                              | ▲ 6                                                                                                |
| 20                                                                                                 | كيتي ماكنيلي (USA)                                                                                 | 3,385                                                                                              | ▼ 4                                                                                                |

## وصلة خارجية
- الموقع الرسمي نسخة محفوظة 22 ديسمبر 2008 على موقع واي باك مشين.